# Craspedacusta hangzhouensis
Craspedacusta hangzhouensis is een hydroïdpoliep uit de familie Olindiasidae. De poliep komt uit het geslacht Craspedacusta. Craspedacusta hangzhouensis werd in 1980 voor het eerst wetenschappelijk beschreven door He. 